# كانتون بدرنالس
كانتون بدرنالس (بالإنجليزية: Pedernales Canton)‏ هو كانتون في الإكوادور، يتبع مقاطعة مانابي. ينقسم إلى أبرشيات